# Walter Lehmbecker
Johannes Walter Wilhelm Ernst Lehmbecker (* 10. Dezember 1898 in Zurow; † 5. Januar 1980 in Kiel) war ein deutscher Oberstudienrat, Heimatforscher und Schriftsteller.

## Leben
Walter Lehmbecker (evangelisch-lutherisches Bekenntnis) wurde in Zurow bei Neukloster (Mecklenburg) als Sohn des Schmiedemeisters Wilhelm Lehmbecker geboren. Ostern 1917 erhielt er in Ludwigslust das Reifezeugnis des Realgymnasiums Carolinum und begann, an der Universität Rostock neuere Sprachen, Geschichte und Philosophie zu studieren. 1918 nahm er am Krieg teil. 1919 setzte er sein Studium in Göttingen, Freiburg und ab Michaelis 1920 in Rostock fort, machte 1923 in Rostock das Staatsexamen und bestand 1924 die Assessorprüfung. Im Mai 1928 wurde Lehmbecker zum Studienrat am Lyzeum in Wismar ernannt. 1929 wurde er an der Philosophischen Fakultät der Universität Rostock mit einer Arbeit zu Berkeleys „Theorie der Gesichtswahrnehmung“ promoviert. Nach 1945 unterrichtete Lehmbecker neuere Sprachen am Humboldt-Gymnasium in Kiel.
Er gab 1938 eine plattdeutsche Gedichtsammlung Mecklenburgische Lyrik heraus, 1953 ausgewählte Erzählungen von Friedrich Griese und Karl Trotsche, 1967 eine Publikation über das Leben und Schaffen von Rudolf Tarnow, 1971 eine Auswahl plattdeutscher Gedichte von August Seemann und 1978 eine Sammlung Niederdeutscher Humor aus dem Lande Fritz Reuters. Im Verlag Krüger & Nienstedt in Hamburg hat Lehmbecker 1952 die Niederdeutsche Buchreihe begründet und die ersten drei Bände herausgegeben. In den Zeitschriften Mecklenburgische Monatshefte und Carolinum veröffentlichte Lehmbecker zahlreiche Aufsätze zur Geschichte und Literatur Mecklenburgs. Eine vom Fritz Reuter Literaturarchiv Hans-Joachim Griephan Berlin erarbeitete Bibliographie verzeichnet rd. 300 Veröffentlichungen von und über Walter Lehmbecker.
Von 1952 bis 1956 war Lehmbecker zusammen mit Bruno Hollmann Schriftleiter für Heimatkunde, Literatur, Kunst und Geschichte der Zeitschrift Der Mecklenburger, Hamburg, von 1964 bis 1971 zusammen mit Gustav H. Piehler Schriftleiter der Zeitschrift Carolinum (ab Heft Nr. 40, Sommerhalbjahr 1964, bis Heft Nr. 60/61, Herbst 1971) und von 1972 bis 1974 zusammen mit Peter Heitmann Mitherausgeber der Zeitschrift Carolinum (Heft Nr. 62, Frühjahr 1972, bis Heft Nr. 70, Winter 1974/75).
In der Nachfolge von Christian Jenssen war Lehmbecker von 1968 bis 1978 Präsident der Fritz Reuter Gesellschaft e. V. 1972 wurde Lehmbecker mit dem Mecklenburger Kulturpreis der Landsmannschaft Mecklenburg und 1977 mit dem Verdienstkreuz 1. Klasse des Verdienstordens der Bundesrepublik Deutschland ausgezeichnet.

## Werke (Auswahl)
- Walter Lehmbecker. Berkeley’s „Theorie der Gesichtswahrnehmung“ beurteilt auf Grund der modernen Psychologie. Rostock: Hinstorff 1929.
- Felix Stillfried. Plattdeutsche Erzählungen und Gedichte. Ausgewählt und mit einem Nachwort versehen von Walter Lehmbecker. Niederdeutsche Buchreihe. Hamburg: Krüger & Nienstedt 1952.
- Friedrich Griese. Erzählungen. Ausgewählt und mit einem Nachwort versehen von Walter Lehmbecker. Niederdeutsche Buchreihe. Hamburg: Krüger & Nienstedt 1953.
- Karl Trotsche. Ausgewählte Erzählungen. Bearbeitet von Walter Lehmbecker. Niederdeutsche Buchreihe. Hamburg: Krüger & Nienstedt 1953.
- Richard Brinsley Sheridan. The School for scandal. A comedy. Eingeleitet, mit Wortliste und Anmerkungen versehen von Walter Lehmbecker. Lipsius & Tischer’s Neusprachliche Texte, Englische Reihe, Nr. 18. Kiel: Lipsius & Tischer [1953].
- George Orwell. Animal Farm. A fairy story. Herausgegeben von Walter Lehmbecker. Lipsius & Tischer’s neusprachliche Texte, Englische Reihe, Nr. 19. Kiel: Lipsius & Tischer 1957.
- John Brinckman. Kasper-Ohm un ick. Dat Brüden geiht üm (Voß un Swinegel). Johr in Johr ut. Gedichte aus dem “Vagel Grip”. Gedenkausgabe zum 150. Geburtstag des Dichters. Herausgegeben von Walter Lehmbecker und Helmut de Voss. Hamburg: Krüger & Nienstedt 1964.
- Walter Lehmbecker. Niederdeutscher Humor aus dem Lande Fritz Reuters. Gesammelte Beiträge des Herausgebers zu diesem Thema mit Proben aus den Werken der Dichter sowie einer Auswahl von Gedichten, Reimen, Sprichwörtern, drolligen Vergleichen, Rätseln, Anekdoten und Kurzgeschichten von Autoren unserer Zeit. Hamburg: Krüger & Nienstedt 1978.